# Georges-Prudent-Marie Bruley des Varannes
Georges-Prudent-Marie Bruley des Varannes (ur. 24 września 1864 w Montigné-le-Brillant, zm. 29 maja 1943) – francuski duchowny katolicki, biskup. Święcenia kapłańskie przyjął w 1889 roku, zaś w 1920 został mianowany przez papieża Benedykta XV ordynariuszem diecezji Monako. Sakrę przyjął 30 stycznia 1921, ingres odbył 24 lutego tegoż roku. Kierował diecezją przez trzy lata; rezygnację złożył 13 lutego 1924. Został wówczas mianowany arcybiskupem tytularnym Claudiopolis in Honoriade. Zmarł w 1943 roku.